# Korallenstein-Moscheen auf den Malediven

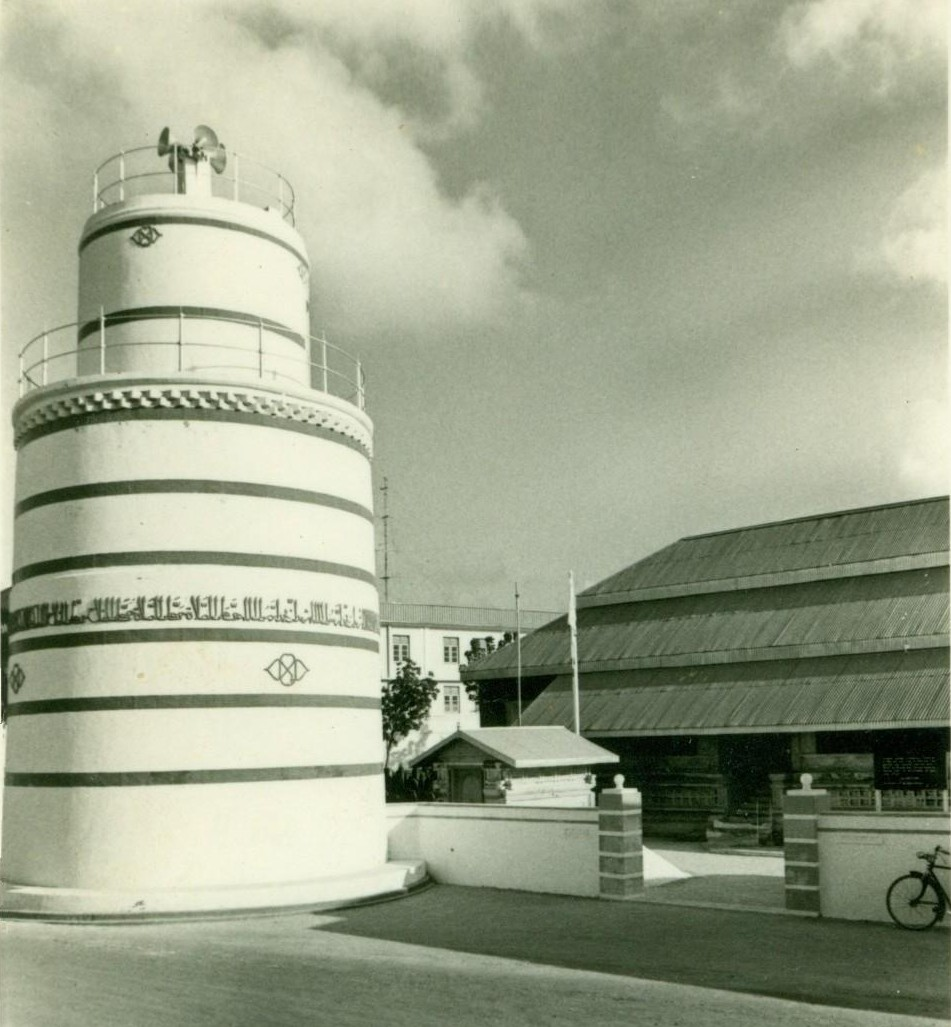
Minarett der alten Freitagsmoschee von Malé (1981)

Korallenstein-Moscheen auf den Malediven ist der Titel einer Kulturstätte, die der Inselstaat Malediven im Indischen Ozean auf seine Vorschlagsliste für das UNESCO-Welterbe gesetzt hat. Die Stätte umfasst sechs Moscheen auf verschiedenen Inseln des Inselstaates.

## Hintergrund
Die Malediven, die ursprünglich überwiegend buddhistisch geprägt waren, traten einer Überlieferung zufolge im Jahr 1153 zum Islam über. Regiert wurden sie daraufhin von muslimischen Sultanen und auch von Sultaninnen.
Durch die Lage der Malediven auf Atollen im Indischen Ozean standen dort als dauerhaft haltbare Baumaterialien nur Holz und Korallenstein zur Verfügung. Dabei wurde der Korallenstein zum Hauptmaterial für Großbauten wie beispielsweise Moscheen. Er wurde vom Meeresboden geborgen, im noch nassen Zustand in Steinblöcke geschnitten und dann vor der weiteren Verwendung luftgetrocknet. Die Korallensteinbauweise geht noch auf die buddhistische Periode der Malediven zurück und hielt sich bis zur Einführung von Stein und Ziegel als Baumaterialien im späten 18. Jahrhundert.

## Eintragung
Die Malediven sind der Welterbekonvention 1986 beigetreten. 2013 wurden die Korallenstein-Moscheen auf der Tentativliste der Malediven eingetragen. Angestrebt wird eine Eintragung in die Welterbeliste aufgrund der Kriterien (ii), (iii), (iv) und (vi). Zur Begründung der herausragenden universellen Bedeutung wird unter anderem angeführt:

„Die Korallensteinmoscheen der Malediven sind ein einzigartiges Beispiel für eine herausragende Form der Korallensteinarchitektur im Indischen Ozean. Sie haben einen außergewöhnlichen universellen Wert als Beispiel für eine Art von Korallensteinarchitektur mit Korallenschnitzereien und detaillierter Lackqualität, die in keinem anderen Teil der Welt zu finden ist. Die Architektur, der Bau und die begleitende Kunst sind ein Werk menschlicher schöpferischer Leistung. Die Korallensteinmoscheen der Malediven zeigen auch ein Zusammenspiel von Elementen der architektonischen Form und des Designs, die aus den maritimen Kulturen des Indischen Ozeans stammen und ein Zusammenkommen der Kulturen durch Reisen im Indischen Ozean in einer Weise, die nicht mehr existiert, bezeugen. Sie sind ein hervorragendes Beispiel für eine Verschmelzung der Seefahrerkulturen des Indischen Ozeans, die noch nie zuvor an einem Ort bezeugt wurde, was der Idee, dass sich diese Kulturen in noch nie dagewesenem Ausmaß vermischt haben, ein tiefes Gewicht verleiht.“

## Moscheen
Die folgende Tabelle listet die einzelnen Moscheen, die Bestandteil der Kulturstätte sind.
| Name                 | Lage                                                                      | erbaut    | Anmerkungen | Bild |
| -------------------- | ------------------------------------------------------------------------- | --------- | --- | ---- |
| Freitagsmoschee      | Insel Ihavandhoo Ihavandhippolhu-Atoll Distrikt Haa Alif (Geokoordinaten) | ca. 1701  | Der Moscheenkomplex besteht aus dem Moscheengebäude, einem kurzen Minarett, einem achteckigen Brunnen, einem Mausoleum und einem Friedhof mit geschnitzten Grabsteinen aus Korallenstein. Die Gebetshalle des Moscheengebäudes ist auf drei Seiten von einer Veranda umgeben und steht auf einer Korallensteinplattform. Die ursprüngliche Moschee ist von einer modernen Moschee umbaut und von außen nicht zu sehen. |      |
| Freitagsmoschee      | Insel Meedhoo Nord-Maalhosmadulu-Atoll Distrikt Raa (Geokoordinaten)      | ca. 1705  | Der Moscheenkomplex besteht aus dem Moscheegebäude, einem Wasserbrunnen und einer Grenzmauer. Die Gebetshalle des Moscheengebäudes ist auf drei Seiten von einer Veranda umgeben. Balken, Säulen und Türen sind mit Lackarbeiten verziert. Die Moschee ist bis auf das im 20. Jahrhundert durch ein Ziegeldach ersetzte Strohdach und die ausgetauschten Fenster in einem ziemlich ursprünglichen Bauzustand. Außerhalb der Grenzmauer liegt ein Friedhof mit geschnitzten Grabsteinen aus Korallenstein. |      |
| Alte Freitagsmoschee | Insel Malé Nord-Malé-Atoll Hauptstadtbezirk Malé (Geokoordinaten)         | 1658      | Das Moscheegebäude ist das größte und eines der schönsten Korallensteingebäude der Welt. Es ist ein Nachfolgebau der ersten Moschee der Malediven, die 1153 durch Mohamed Bin Abdullah, den ersten muslimischen Sultan der Malediven, errichtet wurde. Der von einer Grenzmauer umgebene Moscheenkomplex umfasst ein Moscheegebäude, ein großes Minarett, Korallensteinbrunnen, eine Sonnenuhr und einen Friedhof mit Mausoleen und Gräbern von Königen und Würdenträgern des Landes. Das Moscheegebäude hat zwei Gebetshallen und ist auf drei Seiten von einer Veranda umgeben. Es ist auf einer dekorierten Korallensteinplattform errichtet. |      |
| Eid-Moschee          | Insel Malé Nord-Malé-Atoll Hauptstadtbezirk Malé (Geokoordinaten)         | 1815      | Die Eid-Moschee ist die jüngste der Korallenstein-Moscheen auf den Malediven. Sie ersetzte eine ältere Moschee aus dem frühen 17. Jahrhundert. Das gut erhaltene Moscheegebäude mit geschnitzten Korallensteinwänden steht auf einer Korallensteinplattform und ist auf drei Seiten von einer Veranda umgeben. Auf drei Seiten schließen sich moderne Anbauten an. Das Dach ist zweigeschossig und hat eine moderne Metalldachabdeckung. |      |
| Freitagsmoschee      | Insel Fenfushi Ari-Atoll Distrikt Alif Dhaal (Geokoordinaten)             | 1692–1701 | Der Moscheenkomplex umfasst ein Moscheegebäude, ein Korallensteinwasserbecken, einen Korallensteinbrunnen, eine Sonnenuhr, einen großen Friedhof mit wertvollen Grabsteinen und eine Korallenmauer mit zwei Eingängen. Das erhaltene Moscheegebäude ist auf einer Korallensteinplattform errichtet. Das Dach ist zweigeschossig und hat eine moderne Metalldachabdeckung. |      |
| Alte Moschee         | Insel Isdhoo Laamu-Atoll Distrikt Laamu (Geokoordinaten)                  | 1701      | Die Alte Moschee diente zeitweise als Aufbewahrungsort der Loamaafaanu, der auf Kupferplatten geschriebenen ältesten erhaltenen Chronik der Malediven. Der Moscheenkomplex umfasst ein Moscheegebäude, einen alten Brunnen und einen Friedhof mit Grabsteinen. Das gut erhaltene Moscheegebäude steht auf einer mit Zierleisten verzierten Korallensteinplattform und ist auf drei Seiten von einer Veranda umgeben. Das Dach ist zweigeschossig und hat eine moderne Metalldachabdeckung. |      |